# 木村なおみ
木村 なおみ（きむら なおみ、11月8日生）は、日本の女優。放映新社所属。

## 来歴・人物
広島県出身。愛川欽也が主催する「劇団キンキン塾」に所属し、舞台を中心に活動している。

## 出演
2012年4月より『愛川欽也パックインニュース』のアシスタント。

### テレビドラマ
- インディゴの夜
- 明日の光をつかめ
- 24 JAPAN(第2話)
- JKと六法全書 第4話（2024年5月10日、テレビ朝日） - 調停委員 役[1]
- 恋愛禁止 第4話（2025年7月24日、読売テレビ・日本テレビ） - 生徒の母 役[2]

### その他のテレビ番組
- 松本人志のコントMHK